# Эррасурис Саньярту, Федерико
Федерико Маркос дель Росарио Эррасурис Саньярту (исп. Federico Marcos del Rosario Errázuriz Zañartu; 25 апреля 1825 Сантьяго, Чили — 20 июля 1877) — чилийский юрист и политический деятель. Президент Чили (1871—1876).
Баск по происхождению. Учился на юридическом факультете Университета Чили. Умер от сердечного приступа.
Племянник временного (1831) президента Чили Фернандо Эррасуриса. Отец Федерико Эррасуриса Эчауррена, 13-го президента Чили (1896—1901).